# 裴坚 (北京大学教授)
裴坚（1967年12月3日—），浙江岱山人，中国有机化学家，北京大学教务部副部长、杰出青年基金获得者、教育部长江学者、北京大学化学与分子工程学院副院长、教授、中国化学会竞赛工作委员会主任。因其出竞赛题青睐出成环的题目而被网友称为“裴成环”/“裴大环”。

## 人物经历
- 1982年9月至1985年7月在舟山中学读高中。
- 1985年9月进入北京大学化学系学习。
- 1989年获得理学学士学位后，继续在北京大学化学系有机化学专业学习。
- 1992年获得硕士学位。
- 1995年6月获得理学博士学位。
- 1995年至1997年，在新加坡国立大学做博士后研究。
- 1997年至1998年，任新加坡材料与工程研究院副研究员。
- 1998年6月至2000年1月，任美国加利福尼亚州立大学圣巴巴拉分校访问学者。
- 2000年至2001年，任新加坡材料与工程研究院副研究员、研究员。
- 2001年至2005年，北京大学化学与分子工程学院副教授。
- 2005年至今，北京大学化学与分子工程学院教授。[4][5]
- 2016年5月，兼任北京大学教务部副部长。[6]

## 学术成就
以下列表列出了裴坚编写的部分论文和书籍：
1. Spiro‐Functionalized Polyfluorene Derivatives as Blue Light‐Emitting Materials[7]
2. Influence of Alkyl Chain Branching Positions on the Hole Mobilities of Polymer Thin‐Film Transistors[8]
3. High-Performance Air-Stable Organic Field-Effect Transistors: Isoindigo-Based Conjugated Polymers[9]
4. Roles of Flexible Chains in Organic Semiconducting Materials[10]
5. Ambipolar Polymer Field-Effect Transistors Based on Fluorinated Isoindigo: High Performance and Improved Ambient Stability[11]
6. Design, Synthesis, and Structure–Property Relationships of Isoindigo-Based Conjugated Polymers[12]
7. Highly stable organic polymer field-effect transistor sensor for selective detection in the marine environment[13]
8. 基础有机化学[14]